# Regio
Regio (plurale: regiones) è un termine latino utilizzato in esogeologia per indicare, genericamente, una vasta area sulla superficie di un pianeta o di un altro corpo celeste che si contraddistingua dalle regioni circostanti per la maggiore o minore riflettività o per il diverso colore. Il nome regio è stato assegnato a formazioni geologiche presenti su Venere, su Cerere, su Plutone, sul satellite marziano Phobos, sui gioviani Io, Europa e Ganimede, sui saturniani Titano, Giapeto e Febe, sull'uraniano Miranda, sul nettuniano Tritone e sugli asteroidi Lutetia, Ida, Eros, Gaspra, Šteins, 25143 Itokawa e 101955 Bennu.
Precedentemente alla normalizzazione introdotta dall'IAU nell'uso dei nomi per le caratteristiche della superficie dei corpi celesti, il termine regio era stato usato per le caratteristiche di albedo che nel 1896 Percival Lowell aveva individuato nelle sue osservazioni per definire la cartografia di Mercurio. Nessuna delle 29 regiones da lui individuate è stata riconosciuta o confermata dai successivi studi:
- Maiae regio
- Parameses regio
- Cyllenes regio
- Mercatorum regio
- Petasi regio
- Trites regio
- Pteri regio
- Netes regio
- Caducei regio
- Fili regio
- Serpentis regio
- Anguis regio
- Paranetes regio
- Chelydoreae regio
- Testudinis regio
- Lyrae regio
- Psychopompi regio
- Larae regio
- Oneiraton regio
- Parhypates regio
- Oneiropompi regio
- Hyphates
- Pleetri regio
- Alae regio
- Talarium regio
- Sarameias regio
- Lichani regio
- Somuii regio
- Argi regio

Il termine Regio è stato utilizzato anche per alcune Caratteristiche di albedo di Marte ma in questo caso l'IAU ne ha confermato l'uso pur non riconoscendole come strutture geologiche: Deucalionis Regio, 
Neith Regio, Ogygis Regio, Phrixi Regio, Protei Regio, Pyrrhae Regio e Yaonis Regio.